# Mike May
Michael G. May es un ejecutivo de negocios, esquiador y entusiasta de otros deportes estadounidense, que fue cegado por una explosión química a la edad de tres años, pero recuperó la visión parcialmente en 2000, a la edad de 46 años.

## Biografía
Ciego desde su infancia, recuperó parcialmente la vision después de realizarses trasplantes de córnea y un procedimiento pionero de células madre llevado a cabo por el oftalmólogo Daniel Goodman de San Francisco. En 1999, fundó el Grupo Sendero en Davis, California, Estados Unidos, que emplea a muchas personas ciegas o con discapacidad visual. El grupo Sendero ha ayudado a las personas con discapacidad visual al producir la primera solución GPS accesible para personas ciegas. La tecnología GPS del Grupo Sendero recibió el título de "Honorario a la innovación" del Consumer Electronics Show en 2004 y 2009.
Entre sus muchos logros, tiene el récord de esquí alpino de una persona que es completamente ciega (corriendo a 65 mph ). Compitió en el evento de esquí alpino en los Juegos Paralímpicos de Invierno de 1984 y ganó tres medallas de bronce en los eventos de descenso, slalom gigante y combinación.  May y su exesposa, Jennifer, tuvieron dos hijos, Carson y Wyndham. Carson murió mientras esquiaba, probablemente debido a una avalancha, en enero de 2016.